# Provincia Niassa
Niassa este o provincie  în Mozambic. Reședința sa este orașul Lichinga.